# Comac

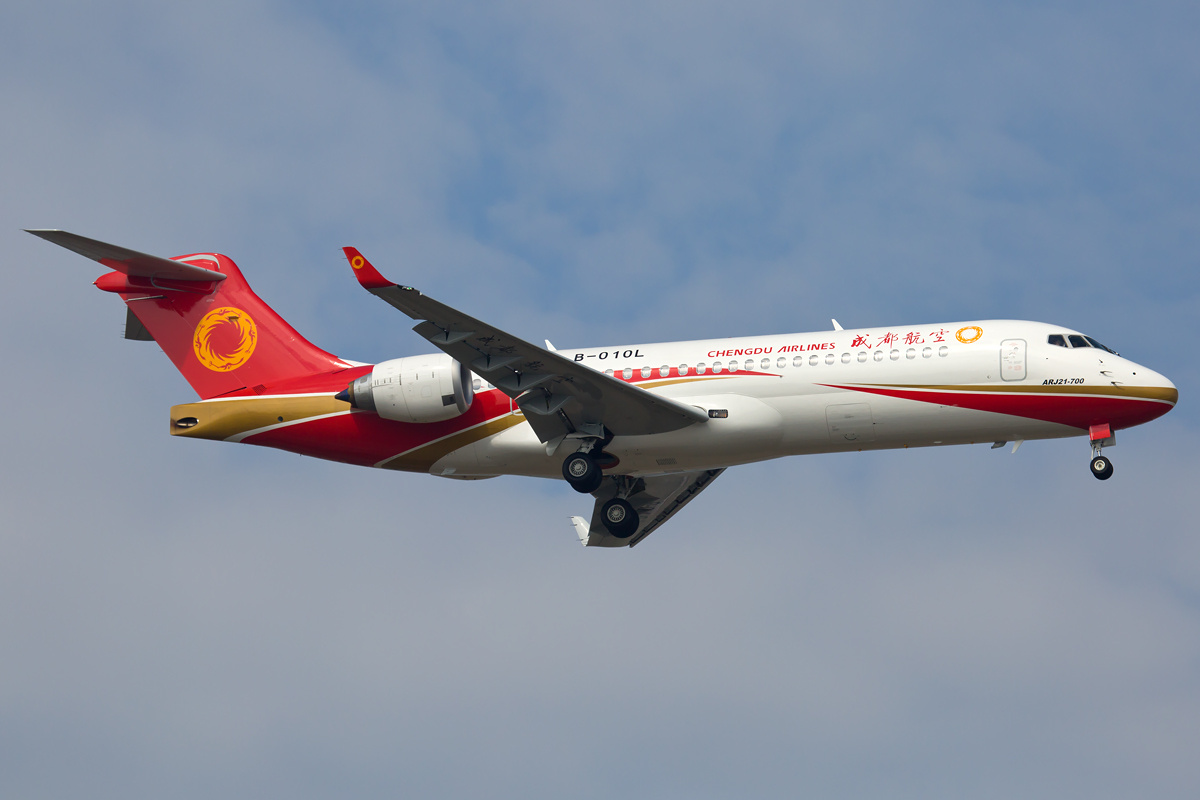
Comac ARJ21 společnosti Chengdu Airlines

Comac (anglicky Commercial Aircraft Corporation of China, čínsky v českém přepisu Čung-kuo šang-jung fej-ťi jou-sien ce-žen kung-s’, pchin-jinem Zhōngguó shāngyòng fēijī yǒuxiàn zérèn gōngsī, znaky 中国商用飞机有限责任公司) je státní letecký výrobce v Čínské lidové republice založený za účelem výroby osobních dopravních letounů největší velikosti, kterými má konkurovat Boeingu a Airbusu a snížit závislost Čínské lidové republiky na zahraničních letadlech. Sídlí v Pchu-tungu v Šanghaji.
Společnost byla založena spoluprací dříve existujících státních společností 11. května 2008. Dne 28. listopadu téhož roku provedl první let letoun Comac ARJ21-700 vyvíjený původně konsorciem ACAC a jako Comac známý až od roku 2009. Dalším letounem je Comac C919, který poprvé zkušebně vzlétnul v květnu 2017 a první komerční let absolvoval v květnu 2023. Comac též plánuje dostat na trh Comac ARJ21-900, prodlouženou a zkrácenou verzi C919 a do roku 2025 dostat do vzduchu (s ruskou korporací UAC) první širokotrupé letadlo typu CRAIC CR929.